# サターンボンバーマン
『サターンボンバーマン』は、1996年7月19日にハドソンから発売されたセガサターン用アクションゲーム。セガサターンのボンバーマンシリーズ第1作目。
当初は『ボンバーマンSS』のタイトルの予定であった。

## 概要
セガから発売された家庭用ゲーム機において、日本では初めて発売されたボンバーマンシリーズ作品。また、メインシリーズにおける初のCD-ROM用タイトルでもある。
フルアニメーションで展開されるオープニング・エンディングや従来シリーズに比べて演出面が強化されていることが特徴の「ノーマルゲーム」。ハドソン全国キャラバンなどに使用されていた『HI-TENボンバーマン』、『Hi-TENキャラBOM』で採用されていた「10人対戦」を初めて家庭用に実現した「バトルゲーム」。シリーズ史上初の段位認定モード「マスターゲーム」の3つのゲームモードが収録されている。
ディレクターはボンバーマンシリーズの総監督である藤原茂樹と『天外魔境ZERO』でプロデューサーを務めた安井一徳。美術は『'94』よりデザインを手掛ける水野祥司と『スパボン3』より手掛けている吉見直人。音楽はシリーズ作を数多く手掛ける竹間淳が作曲・編曲・演奏を担当している。

## ストーリー
ジャングルの奥深くにそびえ立つ「クリスタルタワー」。そこには「伝説魔神」と呼ばれる魔神が封印されていた。しかしある日のこと、ムジョー率いる「ヒゲヒゲ団」がタワーに嵌め込まれていた4つのクリスタルを奪い、伝説魔神の封印を解いた。ヒゲヒゲ団は伝説魔神に「魔神コントロール装置」を装着して魔神を意のままに操り、闇の力で世界征服を開始した。一方その頃、世界の平和を守るため日々のパトロールを続けているボンバーマンの下に、この事態を受けDr.アインから緊急通信が入った。ヒゲヒゲ団から世界を守るためには魔神が暴走する前に4つのクリスタルを取り戻さなければいけない。ヒゲヒゲ団から、4つのクリスタルを取り戻す戦いが始まる。

## ノーマルゲーム
ボンバーマンを操作し、数々のステージをクリアしていくゲーム。全5ステージ。各面に初めて入ったときに、ボンバーマンが面の間を移動する演出が入る。ヒゲヒゲランド以降はヒゲヒゲ団の手によって過去の世界に封印されてしまったクリスタルを取り戻すために、タイムマシーン「ケポ号」で時間を越えることになる。

### ルール
1つのステージは数々の面に分かれている。それらをクリアしていき、各ステージの最後のボスステージをクリアすることでステージクリアとなる。制限時間は通常面、ボス戦いずれも6分。
通常面はすべての敵を倒す必要はなく、エリアに点在する「コアメカ」をすべて破壊することで出現するゴールに入れば面クリアとなる。なお、一度クリアした面ではコアメカが自動的に消滅してから始まるため、改めて壊す必要がなくなる。また、ゴールに爆風を当てても敵が復活することはない。
ボスステージは、通常の敵よりも強力なボスキャラクターを倒すことでクリアとなる。
今作では一度クリアしたステージ、面は自由にプレイできるようになっている。出現アイテムは決まっているため（ただし、どの色のティラが出るかは分からない）、特定のアイテムを取りに以前のステージに戻る事も可能。ただし、各ステージのボスは1度しか戦えない。
爆弾の爆風に当たる、敵や攻撃トラップに触れる等や時間切れでミスとなり、残り数が減りその面の最初からやり直し（2人プレイではどちらかが生き残っていれば続行できる）になる。さらにファイアー・ボムアップ・ローラーシューズ以外のアイテムの効果がなくなってしまう。残り数がなくなるとゲームオーバー。コンティニューができるほか、セガサターンの本体メモリーに面クリア状況をセーブすることで、続きからプレイできる。ただし、いずれの場合もアイテムはすべてなくなる。残り数は1UPアイテムを取るか、スコア（得点）が一定値以上になるごとに増える。また、ボス戦にも時間制限が設定された。
2人同時プレイが可能。1Pは白ボンバーマン、2Pは黒ボンバーマンを操作する。1人プレイ時にスタートボタンで、残り数を1減らして乱入できる。残り数は2人で共有制のため、残り数が残っていないと乱入できない。また、広いステージの画面は1P視点で動くため、別々に行動すると2Pが画面から見えなくなってしまう欠点もある。
タイトル画面でステージごとに異なる特定のコマンドを入力する事によりボムアップ最大、火力最大、かつボムキック、パワーグローブ、リモコン、ラインボムを最初から持った状態で開始する事が出来る裏技が存在する。

### ステージ
ヒゲヒゲランド
最初のステージ。ヒゲヒゲ団が作った遊園地であり、ヒゲヒゲ団の秘密基地でもある。前半は屋外、後半はお化け屋敷の中で戦う。トラップは少なく敵も弱い。6面＋ボス・キャッスルジョー戦。パワーグローブで爆弾をぶつけると得点になる「カバ」爆風を当てると弾が発射される「大砲」、大砲の弾を当てると得点となる「タコ」、「イカ」などが登場する。
マゲマゲワールド
第2のステージ。江戸時代の世界で、前半は街中を、後半は城の中を進む。8面＋ボス・コウガイガー戦。プレイヤーの視界を遮る「竹の葉」や、爆風で揺れる穂先に接触すると弾き飛ばされる「竹の子」、城内に設置されているスイッチに爆風が当たると飛び出してきて、接触するとミスになる「からくり刀」などの仕掛けが存在する。
ガンマンワールド
第3のステージ。西部劇の世界で、前半は荒野の中を、後半は金山の坑道を進む。8面＋ボス・ロディオン戦。4方向から爆風を当てるとスロットマシーンになり、絵柄を揃えるとアイテムがもらえる「サボテン」、定期的にステージ中央を縦断し、ボンバーマンが轢かれるとミスになる「汽車」、乗ると敵やブロックを破壊しながらレールの上を突き進む「トロッコ」、最初に乗っている戦闘員を倒すと乗り込んで爆弾を発射できる「ポンポン砲台」などの仕掛けがある。
ティラノワールド
第4のステージ。名前の通りティラたち恐竜の時代が舞台。熱帯雨林の中を進む前半4面をクリアすると中ボス・エッグバードン戦になり、一転氷河期の雪山が舞台となる4面をクリアするとボス・伝説魔神戦になる。爆風を当てると壊れてしまう「溶岩橋」、接触すると動けなくなる「ガシガシ」、爆風が当たった方向に転がる「雪玉」、プレイヤーを一方向に流してしまう「雪崩」などの仕掛けがある。
ムジョーワールド
最終ステージ。ヒゲヒゲ団の基地がある未来都市。前半4面は街中を進むが、後半4面は「ムジョー基地」で、基地内でゲームオーバーとなってコンティニューすると基地の1面目からやり直さなければならない。基地をクリアすると最終ボス戦。エリア内を徘徊し、ボンバーマンを発見するとレーザー光線を撃ってくる「監視砲台」、等間隔で回転して迫ってくる「ノコギリギリ」、流れる床「ベルトコンベア」、基地内の壁に設置されている侵入者撃退用の武器「ビリビリビーム」などの、即死系のトラップが多く仕掛けられている。

### キャラクター

#### ボンバーマンと仲間たち
ボンバーマン
声 - 杉山佳寿子
本作の主人公。爆弾を武器に日夜平和を守るため戦い続ける我らがヒーロー。
Dr.アイン
声 - 青野武
ボム科学の権威者。ボンバーマンの良き理解者でもある。人にやさしくて涙もろい性格で、演歌が大好き。通信を通してボンバーマンをバックアップする。
ケポ
Dr.アインが作り出したマスコットメカ。人懐っこい性格。タイムマシーン「ケポ号」の本体コンピュータを務める。

#### ヒゲヒゲ団
ムジョー
声 - 郷里大輔
世界征服を目論む悪の組織「ヒゲヒゲ団」の総帥。世界を我が物にしようとしている。単細胞で、おだてられると何も考えずに実行する。キャラデザ担当の水野祥司によると、本作開発当時のハドソンで常務を務めていた中野忠博をモデルとしており、名前も「常務（ジョーム）」のアナグラムに由来する。
Dr.メカード
声 - 佐藤正治
「ヒゲヒゲ団」におけるボム科学の天才科学者。Dr.アインとボム科学を二分する実力者。強力なメカを次々に造りだし、ボンバーマンに襲いかかる。人情に左右されない、冷酷かつ残忍な性格で、涙が一番嫌い。

## バトルゲーム
ノーマルステージとワイドステージが選択可能。ノーマルステージは最大8人、ワイドステージは最大10人でプレイできる。
各ステージに出現アイテムやトラップが異なるバージョンが3パターン存在し、隠しコマンドによってプレイ出来る。
このモードでは、ハドソンの人気キャラクターたちを使用することができる。
また、キャラクターたちには独自のアルゴリズムが設定されている。各キャラクターは1人ずつしか選択できない。
隠しキャラクターのマントーとユナは、隠しコマンドで入力すると使用可能となる。

### 設定項目

#### どっちでボバる？
マッチプレー
通常の対戦形式。あらかじめ設定された回数分勝利した人が優勝となる。
Bリーグ
ポイント制の対戦方式。あらかじめ設定された回数試合を行い、全ての試合が終わったときに勝利数が一番多い人が優勝、2番目に勝利数が多い人が準優勝、一番「Bポイント」が高い人がBポイント王となる。Bポイントは相手を倒すことで1ポイント加算されるが、味方を倒してしまうと3ポイント減点される。

#### ボバり方
ステージ
フィールドタイプ（ステージの大きさ）を設定できる。NORMAL(～8人)/WIDE(～10人)。
モード
シングルバトルかタッグバトルかを設定できる。タッグのバトルの場合はキャラクター選択画面後に表示される、チーム選択画面にて、白・赤・青・黄色・緑の5つのチームにキャラクターを振り分けることができる。
人数
各プレイヤーについて、MAN（人間が操作）かCOM（コンピュータが操作）かOFF（不参加）の中から設定できる。

#### バトル決め
Bリーグ選択時のみ表示される項目。各ステージにつき何試合行うかを設定できる（STAGE1 - 1回、STAGE2 - 3回、STAGE3～8 - 0回、合計4戦といったように設定する）。

#### ルール
バトル回数
対戦回数を設定できる。1～5。マッチプレーのみ設定可能。
TIME
1回の試合の制限時間を設定できる。1～9分。
シャッフル
開始時にプレイヤーの位置をランダムにするかを設定できる。ON/OFF。
サドンデス
プレッシャーブロックを最後まで降らせるか途中で止めるかを設定できる。ON/OFF。
デビル
アイテム「デビル」を出現させるかを設定できる。ON/OFF。
みそボン
対戦中に先にやられたプレイヤーが、プレッシャーブロックが落ちてくる直前までステージの外周から爆弾を投げ入れ攻撃できるようにするかを設定できる。ON/OFF。
ボンバーキャッチャー
シングルバトルの優勝者が、次の対戦開始時にアイテムを装備した状態でスタートできる。アイテムの種類はミニゲームの結果で決定する。ON/OFF。ミニゲーム内容については#ボンバーキャッチャーを参照。
COMレベル
コンピュータが操作するキャラクターの強さを設定できる。通常は1(弱)/2(中)/3(強)から選ぶことができるが、裏技により4(最強)が選択できるようになる。

### キャラクター
白ボンバーマン
平和を守るため日夜戦うヒーロー。攻守のバランスがよく、総合的に強い。
黒ボンバーマン
白ボンバーマンのよき相棒かつライバル。白ボンバーマン同様に攻守のバランスがよく、総合的に強い。
ハニーちゃん
ガンマンの格好をした女の子。ハドソンのマスコットキャラクター。防御に長け、土壇場に強い。
小鉄
侍。ハドソンのマスコットキャラクター。ハニーの一番弟子でもある。ハニーと対照的に攻撃面で長ける。
ミロン
『ドレミファンタジー ミロンのドキドキ大冒険』の主人公。動きまわって相手のミスを誘う。また、時々居眠りする癖がある。
高橋名人
『高橋名人の冒険島』シリーズの主人公。着実にアイテムを集めパワーアップする。
原人
『原人』シリーズの主人公。気まぐれな行動をとる、変わり者。
戦国卍丸
『天外魔境II 卍MARU』の主人公。攻めるのが得意。
カブキ団十郎
『天外魔境II 卍MARU』の登場キャラクターかつ『天外魔境 風雲カブキ伝』の主人公。とにかく派手に動き回り相手を倒してゆく。
絹
『天外魔境II 卍MARU』のヒロイン。心優しい性格のためバトル中はアイテム集めに専念することが多い。
マントー
隠しキャラクター。『天外魔境』シリーズの敵キャラクター。最初からパワーグローブを持っており、気まぐれな行動をとる。
ユナ
隠しキャラクター。『銀河お嬢様伝説ユナ』シリーズの主人公。最初からスピードが速く、すばやく相手プレイヤーを追い詰める。

### ステージ
マッチプレーでは従来作品と同じような形式でステージを選択するが、Bリーグではあらかじめ設定した各ステージのバトル回数の範囲で選択する。

#### ノーマルステージ
ステージ1 オウジャヘノミチ
特に仕掛けのないオーソドックスなステージ。それ故に実力が勝敗を左右する。
ステージ2 ファイアーゴール
ステージの左右にあるサッカーゴールに爆弾をキックして入れると爆発するステージ。
ステージ3 ミツリンフカク
視界を悪くする木の枝が存在する。
ステージ4 デザートハザード
プレイヤーや爆弾が流される流砂（ベルトコンベア）や爆弾を弾き飛ばす竜巻が出現する。
ステージ5 ソラノカナタ
全員の移動スピードを変化させるパネルがフィールド中央に設置されている。
ステージ6 ホップステップ
ブロックを飛び越えられるトランポリンが配置されている。一部の隠しバージョンでは、シーソーに変化する。
ステージ7 ニンジャハウス
小さい畳の上に立っていると畳返しができ、爆風を避けることができる。
ステージ8 キカイデゴーゴー
矢印の上をキックした爆弾が通過すると矢印の方向に爆弾の進路が変化する。一部の隠しバージョンでは、方向転換が可能なベルトコンベアに変化する。

#### ワイドステージ
ホノオノセンシ
最大10人同時対戦が可能な唯一のステージ。通常面は特に仕掛けはなく、実力が物を言うステージ。隠しバージョンでは、ベルトコンベアや矢印が加わる。

### ボンバーキャッチャー
シングルマッチの優勝者のみが挑戦できるミニゲーム。クレーンゲームの要領でアイテムを持ったティラのぬいぐるみを掴み、手に入れたアイテムを次のゲームを始める前にあらかじめ装備することができる。但し、ぬいぐるみの持つアイテムは一定間隔でシャッフルされる。

## マスターゲーム
得点や技術点を稼ぎ、段位認定を受けるモード。フロアー内の敵を全滅させると出口が出現、出口から次の階へ進む、という行程を繰り返し、20階をクリアするかゲームオーバーになった時点で終了、到達した階数や終了までに稼いだ得点をもとに九級～初段～九段、そして名人の認定が行われる。また4フロア毎にボスキャラクターの【ボンバー5師範】が出現。通常面のブロックの位置やアイテムの出現場所は、固定されている。制限時間は通常面は2分（海外版は3分）、ボス戦は3分。ボムアップ、ファイアー、ローラーシューズ、ハートの4アイテム以外は次のステージに持ち越す事が出来ない。9Fから11Fは一定時間ごとに敵を増やすジェネレーターが存在するため、それも全て壊す必要がある。

### プレストーリー
ボバる道（みち）を極めるべく今、一人のボンバーマンが"ボバる寺（でら）"に挑む。
（参考：）

### 採点方式
ゲーム画面のスコア表示欄に表示される「得点」とゲーム終了まで具体的な数値が表示されない「技術点」の2つによって採点され、八段までは得点と技術点のバランスにより段位が算出される。得点320000点以上かつ技術点30000点以上で八段以上になり、八段以降は得点、技術点以外の条件で段位が決定する。

#### 得点
ゲーム画面のスコア表示欄に表示される得点のことを指す。敵を倒すなどのゲームを進める上で基本的な行動をすることで加点される。フロアーをクリアしたときの「時間点」はここに加点される。

#### 技術点
「ボムキックやボムスローを使う」、「ボムキックやボムスローによって敵を倒す」、「誘爆を利用して敵を倒す」、「なるべくボムアップ、ファイアー、ローラーシューズを取らない」、「敵を一度にたくさん倒す」など比較的高度な技術によって加点される点数。「ゲタアイテムを取る」、「爆弾を空撃ちする」などで減点される。プレイ中は具体的な数値で技術点を見ることはできないが、フロアーをクリアしたときに現れる「ボンバーチュウカ」が着ている服の色でそのフロアーでの大まかな技術点を把握することができる。

### エンディング
全20フロアーをクリアするとエンディングとなるが、段位によって内容が異なる。一級以下はボバる寺を抜けられないバッドエンディング。有段者ならグッドエンディング。最高ランクの名人ならグランドエンディングとなる。

## 敵キャラクター

### ノーマルゲームの敵キャラ

#### ステージ1（ヒゲヒゲランド）
ピロン
HP1。ピエロのような敵。残り30秒になると持っている笛を発射してくる。
のりのり号
HP1。「パンダカー」のような敵。特殊な能力は無い。
ポヨン
HP1。爆弾を見つけると食べて爆破させる。
チュチュ
HP1。猫の風船を持っているネズミの敵キャラ。トリッキーな動きが特徴。
ソードシャーク
HP1。包丁を振り回して追いかけてくる。
ガプカプ
HP1。海賊のような格好をしたワニの敵キャラ。突然怒り出すと移動スピードが速くなる。
ドカドン
HP1。爆竹のような敵で、倒すと落下傘を発射する。中にはアイテムが入っていることもある。
戦闘員A
HP1。ヒゲヒゲ団の戦闘員。トリッキーな動きでボンバーマンを翻弄してくる。
キャッスルジョー（ボス）
HP6。城を模したロボット。腕近くに爆弾を置くと手で取り除いてしまう。吐いてくる風船に当たると動けなくなってしまう。

#### ステージ2（マゲマゲワールド）
ノロノロ
HP1。芋虫のような敵。時間がたつと成虫に変態しチョウになり、ソフトブロックを通過するようになる。
カマリン
HP1。カマをふるって追いかけてくるカマキリのような敵。ブロック越しに爆弾かあるとつついて爆発させる。
チュンチェ
HP1。卵の殻を被った小鳥のような敵。特殊攻撃はない。
カブトン
HP1。カブトムシのような敵。設置した爆弾を角で後ろに放り投げてしまう。
シュリリン
HP1。青色と紫色が特徴の手裏剣のような敵。ボンバーマンを発見するとブロックを破壊しながら接近してくる。
カラカラ
HP1。市松人形のような見た目の敵。近づくと追いかけてくる。
カゴタンク
HP1。カゴにキャタピラがついた敵。カゴからパンチを繰り出して攻撃してくる。パンチ攻撃は爆弾をボムキックのように弾き飛ばす効果がある。
戦闘員B
HP1。ヒゲヒゲ団の戦闘員。変化の術を使う。石に変化しているときは倒せないが、木に変化しているときは倒せる。
コウガイガー（ボス）
HP6。二刀流の忍者のようなボス。凧に乗る、煙幕を出す、両腕の刀を伸ばすという攻撃をしてくる。

#### ステージ3（ガンマンワールド）
サソリン
HP1。サソリのような敵。爆風を当てるとしっぽが離れて単独で攻撃してくる。
ロッキー
HP1。爆弾を斧で爆破してしまう。
リボルバンバン
HP2。リボルバーのような顔を持つ敵。顔の銃で弾を撃って攻撃してくる。
マジップ
HP1。ほうきに乗って星を撃ってくる。星に当たると一定時間、体と爆弾の火力が小さくなる。
モグモグ
HP1。ヘルメットを被ったモグラのような敵。地面に潜っているときは攻撃することができない。
ムカムカ
HP1。ムカデのような敵。頭以外を攻撃すると怒って追いかけてくる。
バットメン
HP1。コウモリのような敵。時々羽を休めるために止まって寝る。
ぱくぱくタンク
HP2。戦闘員が乗っている戦車。ボンバーマンを追い込むように近づいてくる。爆弾があると食べてしまう。
ロディオン（ボス）
HP6。鋼鉄の馬に乗り、銃を使って攻撃してくる。こちらから直接爆弾で攻撃することは出来ず、乗っている汽車に設置されている大砲に爆風を当てて弾を発射することで攻撃をすることができる。銃撃の他にも汽車への体当たり、ニンジン爆弾などの攻撃をしてくる。

#### ステージ4（ティラノワールド）
シダッチ
HP1。シダのような敵。特殊攻撃はない。
チョロロン
HP1。たてがみのようなものを着けた爬虫類のような見た目の敵。一度近づくとしつこく追いかけてくる。倒すと、少し走り回ってから消滅する。
プヨヨン
HP1。ティラにそっくりな小さい恐竜。接近すると追いかけてくる上、1ブロック分ならジャンプして追いかけてくる。
メカザウダー
HP2。機械でできた青い恐竜のような敵。
化け樹
HP5。ステージ4-3に登場する大木。一定時間ごとに敵キャラクター「果獣」を落とす。
果獣（カジュウ）
HP1。化け樹から落とされるオレンジ色のモノアイの果物。
スノージェット
HP1。ジェットエンジンを着けた雪だるまのような敵。
モコモコ
HP1。足の生えた雪玉のような敵。雪に潜っている間は無敵。
アチアチ
HP2。火の玉のような頭を持つ人型の敵。置いた爆弾の上を通り爆発させてしまう。
戦闘員D
HP1。頭にカプセルがついていて、爆弾が近くあるとカプセルに隠れて炎を防ぐ。
雪だメン
ステージ4-5、4-8に登場する。外周から雪玉を発射してステージ内に降らせてくる。雪玉に当たるとボンバーマンはしばらく動けなくなり、爆弾は即爆発する。外周の窪みに爆風を当てる度にひっくり返り、逆さになると雪玉を発射できなくなる。
エッグバードン（前半ボス）
HP8。鳥を模したロボットのような敵。2種類の雛を落として攻撃してくる。緑色の大きい雛は、炎を吐いて攻撃してくる。
伝説魔神（後半ボス）
HP8。ヒゲヒゲ団により封印を解かれ、操られている魔神。ボンバーマンが回収した4つのクリスタルの力により弱体化した状態での戦いとなる。猛スピードで回転しながら攻撃してくる。

#### ステージ5（ムジョーワールド）
サイバーマウス
HP2。サイボーグ化したネズミのような敵。背中に背負った武器からショットを撃ってくる。
ポリロボ
HP1。警官帽を被った敵。ボンバーマンを見つけると「はっけん!」と言って接近してくる。
つみガメ
HP1。積み上げられた亀型ロボットのような敵。爆破させると背中の子供をばらまく。
T2001
HP1。スライムのような敵。他の敵キャラに接触すると一定時間、その敵の姿に変化する。
ガッタインα
HP1。ソフトブロックを通過してくる。ガッタインβと合体するとガッタインになる。
ガッタインβ
HP1。単体では特殊攻撃なし。ガッタインαと合体するとガッタインになる。
ガッタイン
HP2。ガッタインαとガッタインβが合体したロボット。ハンマーパンチで攻撃してくる。
ファイナルZ
HP2＋1。ミサイルを撃って攻撃してくる。爆風を2発当てるとマシンは壊れ、戦闘員だけになる。
ムジョー（ボス1）
HP12。ヒゲヒゲ団を率いる総帥。超巨大ロボに乗り込んで戦いを挑んでくる。レーザー、ミサイル、ビリビリビーム、バルカンの4種類の攻撃をしてくる。
戦闘員（ボス2）
HP1。Dr.メカードに召喚された戦闘員の大軍。レーザーを撃って攻撃してくる。メカードはバリアで守られており、全ての戦闘員を倒すまでメカードとは戦えない。
Dr.メカード（最終ボス）
HP10。画面内を弾むように移動し、ピンクのボールをばらまいたり、お腹からパラシュート付きの爆弾を吐き出し、それらをうちわで扇いでこちら側へ送り込んだりといった攻撃をしてくる。

### マスターゲームの敵キャラ
ファミコンやPCエンジンのシリーズ作品に登場する敵キャラクターがザコとして登場する。
ポンタン
フロアー1から登場する黄色い円盤のような敵。回転しながら移動する。
オニール
フロアー1から登場するタマネギのような青い体に、赤い足が生えている敵。
テルピョン
フロアー3に登場するたらこ唇が特徴の黄色いタコのような敵。
ボヨン
フロアー5から登場する目玉が特徴の青い敵。
バロム
フロアー7に登場するピンク色の風船のような敵。
ミンボー
フロアー11に登場する黄色い敵。
シャシャキン
フロアー11から登場するペンギンのような敵。
ブロル
フロアー14から登場する紫色の敵。
パース
フロアー18に登場するオレンジ色のトラのような敵。

#### ボンバー5師範
4フロア毎に登場するボスキャラクター。
ボンバーボム神
4階の師範。全身爆弾でできている。肉弾戦を得意とする「ボンバー爆攻拳」の達人で、ゴム爆弾をばら撒いて攻撃してくるが、自爆することもある。
ボンバーデブゴン
8階の師範。棍を自在に操る「ボンバー棍操拳」の達人で、棍を振り回し空も飛べる。
ボンバージョッキー
12階の師範。とっくりを持って戦う「ボンバー酔拳」の達人。術を得意としており、自分の分身を生み出してくる。
ボンバーミヤーギ
16階の師範。気を操る俊敏な「ボンバー気孔拳」の達人。『スーパーボンバーマン3』に登場するボンバーチュンの実弟。
ボンバードラゴーン
20階の師範で、最終ボス。炎を吐き、巨大な龍に変身する「ボンバー龍拳」の達人。

## アイテム
ボムキックとボム通過、各種ボム（パワーボム・ゴム爆弾・リモコン・貫通爆弾）は同時に持つ事が出来ず、後から取ったアイテムに上書きされるため注意する必要がある。

### 全てのゲームに出現
ボムアップ（爆弾）
一度に設置できる爆弾の個数が増える。
ファイアー
爆弾の爆風が1段階伸びる。
ローラーシューズ
移動スピードが速くなる。
ゲタ
移動スピードが遅くなる。マスターゲームでは遅くなる代わりに、技術点が減点される。
ボムキック
設置した爆弾を蹴ることができる。
パワーグローブ
設置した爆弾をAボタンで持ち上げ、もう一度Aボタンで投げ飛ばす。
ハート
1度だけミスを回避できる。9個までストックできる。バトルゲームは、ボンバーキャッチャーでのみ出現する。

### ノーマルゲーム、バトルゲームに出現
パワーボム
最初に置いた爆弾のみ「P」のマークが付き、火力が最大になる。
ビー玉ボム
爆弾を設置後ボタンを押し続け、黄色に点灯した状態でボタンを離すと前方にビーダマンのように爆弾を発射する。障害物やキャラにぶつかると爆発する。各種ボムと併用が可能。
ゴム爆弾
爆弾が水色のスライムのような形状に変化し、ボムキックで蹴ると障害物にぶつかったときに反転し、グローブで投げたりブルーティラやトラップのシーソーで飛ばすとランダムに跳ね回る。
ラインボム
持っているだけの爆弾を直線状に一気に設置できる。
タマゴ
ティラに乗れる。どの色のティラが出るかはランダム。爆弾に巻き込まれてしまうと目玉焼きになって消滅する。

### ノーマルゲーム、マスターゲームに出現
リモコン
爆弾をBボタンで任意に爆破させられる。
耐火スーツ
取ってから約10秒間無敵になり、あらゆるダメージを防ぐ。
リンゴ
スコアアップ。1000ポイント。
ソフトクリーム
スコアアップ。4000ポイント。

### ノーマルゲームのみ出現
1UP
ボンバーマンの残り数が1増える。最大9まで。
壁通過
ソフトブロックの上を通過できるようになる。
ボム通過
設置した爆弾の上を通過できるようになる。
貫通爆弾
爆風がソフトブロックを貫通するようになる。
時計
16秒間、敵の動きと制限時間を停止させる。
肉
500ポイントの得点を入手できる。ティラに乗っているときに取ると500ポイントの代わりに、10秒間無敵になる（耐火スーツと同じ効果）。

### バトルゲームのみ出現
フルファイアー
ひとつ取るだけで火力が最大になる。
地雷
設置後地面に隠れて見えなくなり、誰かが踏むと最大火力で爆発する。
合体
自分の体が赤く点滅し、その間に相手と接触すると合体できる。合体した相手の能力が自分の能力に加算される。一定時間経過する、自分がやられる、生き残っている全員と合体で解除。
ドクロ
取ると自分にさまざまな状態異常を引き起こす（後述）。このとき相手に接触すると、その相手にうつす事が出来る（自分の状態は治らない）。一定時間経過で元に戻る。
デビル
取ると全員に、ドクロのチェンジ以外のいずれかの病気を引き起こす（後述）。一定時間経過で元に戻る。
ボムラ
バトルゲームのワイドステージのボンバーキャッチャーでのみ出現。「ボムラ」を取ってしまうと、次回の勝負に巨大な怪獣が登場する。試合開始からしばらくするとステージに現れ、歩き回ったり火を噴いたりしてプレイヤーの邪魔をする。ボムラに一定ダメージを与えるか、制限時間1分前になると退場する。

### ドクロ・デビルによる状態異常
俊足病移動スピードが極端に早くなる。
鈍足病移動スピードが極端に遅くなる。
ゲリ勝手に爆弾が設置される。
不能病爆弾が設置できなくなる。
最低病爆弾の火力が1になる。
止まれん病その場に止まることができなくなる。
リバース症候群操作と逆に移動するようになる。
せっかち症候群爆弾が爆発するまでの時間が早くなる。
のんびり症候群爆弾が爆発するまでの時間が遅くなる。
チェンジ他のプレイヤーと場所が入れ替わる。

## ティラ
今回ルーイに代わってお助けキャラとして登場したキャラクター。「タマゴ」のアイテムを取ると登場し、ボンバーマンの手助けをする。ティラに乗っているときにミスをしても、ティラを失うだけでボンバーマンは無傷で済む。さらに今回はルーイなどとは異なり、ミスをしなくてもLボタンとRボタンを押すことで任意のタイミングでティラから下りることができる。ティラから下りた場合、ティラはその場から動かず、再びボンバーマンが触れると乗ることができる。ティラから降りている状態でティラが敵に接触しても何ともないが、爆風や一部の攻撃トラップに当たるとなくなってしまう。また、ゴール時に誰も乗っていないティラは、自動的に消滅する。
ティラは最大3段階まで進化することができ、進化するほど特殊能力がパワーアップする。ノーマルゲームでは得点に応じて「ティラ成長ゲージ」が増加し、満タンの状態でいずれかのステージに入ると、バトルゲームではティラに乗った状態でタマゴアイテムを取ると進化する。ノーマルゲームではミスをしてティラを失っても、もう一度タマゴから同じ種類のティラを出すことができれば進化や成長ゲージの状態はそのままで乗ることができる。ただしゲームオーバーになるなど、一度ゲームを終了してしまうと進化の状態及び成長ゲージは最初に戻ってしまう。
パープルティラ
直線状に超音波を発し、音波が命中した爆弾を即爆発させる。また、アイテムが隠されているソフトブロックが赤くなる。進化するほど音波の届く範囲が大きくなる。
ブルーティラ
目の前の爆弾を蹴り飛ばす。進化するほど飛ばす距離が遠くなる。
グリーンティラ
ダッシュする。1段階目では速度も遅く壁にぶつかるまで止まれないが、2段階目では速度が上がるうえに途中で急ブレーキできるようになり、3段階目ではダッシュしながら方向転換も可能になる。
イエローティラ
雄たけびを上げ、前方にいる相手を行動不能にさせる（但し、ボスには無効）。進化するほど雄たけびの届く範囲が大きくなる。また、バトルゲームでのみ雄たけびに当たった他のプレイヤーのアイテムがフィールド上に出る。
ピンクティラ
ジャンプする。1段階目では1マスしか飛べず、しかもハードブロックは飛び越せないが、進化するとハードブロックを飛び越すことができるようになり、ジャンプする距離も伸びる。

## PLGS
PLGS（Personal Live Game System）とは、セガサターン本体の内蔵時計（リアルタイムクロック）を利用して、ゲーム内のイベントが我々の現実世界の時間と密接に関わるというシステムである。『天外魔境ZERO』『大貝獣物語II』『天外魔境 第四の黙示録』『桃太郎道中記』などに採用されている。本作にはこのシステムを活用した、本体内蔵時計が午前10:00～11:00までの間にノーマルゲームを開始すると、ボンバーマンの残り数が6の状態でスタートすることができる裏技が存在する。

## スタッフ
- プログラム：三上哲、若林哲也、桶谷吉韻
- チーフデザイン：丸山浩平
- デザイン：角谷みか、中山貴秀、永澤希句子、岸信光、森田菜麻、MCL IWATA、山口英樹、笠原敏秀、佐藤茂、新田実穂、小林雅樹、上嶋利英、大谷達也、本間寧、沼田剛幸
- ゲームデザイン：渡辺達光、中田陽平
- アートデザイン：吉見直人

サウンド制作スタッフ
- 作曲・編曲・演奏：竹間淳
- 編曲・演奏：秋元薫
- 編曲：遠藤稔、山本裕直
- サウンドスタッフ：星恵太、佐藤昭洋、山本裕直、嶋倉一朗
- 音響効果：冨井昭次、成田修、坂東章平
- 音響監修：滝本利昭
- 協力：ジョーダウンスタジオ

アニメーション制作スタッフ
- 原画：池平千里、馬越嘉彦、増永計介、新城真、佐藤雅将
- 動画：本舘耐、大島嘉代、杉山恭子、浅井義之、近藤梨恵、橘秀樹、小塚佐知子、星野守
- 動画チェッカー：大村まゆみ
- 美術監督：田中資幸
- 色指定：須藤美穂
- 仕上げ：金沢律子、北折慶子、中村千穂、増井美知子、荒川喜代美、横山美栄子
- 検査：堀内由美
- 特殊効果：中島正之
- 撮影：玉川芳行、沖野雅英、渡邊英俊、吉田光伸
- 現像：東画科学
- 編集：西山茂
- 制作進行：西本由紀夫、井硲清高
- 作画監督：玉川達文
- 演出：浅田裕二
- アニメーションディレクター・絵コンテ・キャラクターデザイン：水野祥司

プロデュース・ディレクション・協力
- プロデューサー：猪狩寛
- ディレクター：藤原茂樹、安井一徳
- スペシャルサンクス：澤井和実、中川周治、半田由紀子、松本健太、熊岡忍、平川敬幸、高橋克則
- キャラ協力：RED
- 協力：アドス、コックピット、スタジオジュニオ、スタジオたくらんけ、タバック、ティニシムラ、ピーコック
- 制作総指揮：工藤裕司
- 制作：HUDSON SOFT

## サターンボンバーマン XBAND
1996年9月27日にハドソンから発売されたセガサターン用ソフト。
2VS2までのネット対戦モード「XBAND版バトルゲーム」（要セガサターンモデム）と、1996年のハドソン全国キャラバン「にこボンピック'96」で使用された、マスターゲームを1ステージに簡略化したスペシャル版「マスターゲーム（にこボンピック'96仕様）」（オフライン）の2つのモードで構成されている。モード選択画面は存在せず、本体にモデムを装着しているかどうかでゲームモードが自動的に変化する。

### XBAND版バトルゲーム
赤チームと青チームに分かれて対戦するモード。通信中のセガサターンのどちらか、または両方のセガサターンにパッドが2つ接続されている場合は2対2の団体戦となり（この時、パッドが1つしか接続されていないほうの2Pは自動的にコンピュータ操作となる）、両方のセガサターンにパッドが1つしか接続されていないときは1対1の対戦となる。
対戦ルールと操作キャラクターは固定されており、COMレベル「1」、対戦回数「3」、TIME「3:00」、サドンデス「ON」。赤チーム「白ボンバーマン(1P)、ハニーちゃん(2P)」、青チーム「黒ボンバーマン(1P)、小鉄(2P)」となっている。
バトルステージはノーマルサイズのものから自由に選択できる。

### マスターゲーム（にこボンピック'96仕様）
敵キャラの倒し方やすばやさを競い、得点や技術点を獲得して段位の認定を行うモード。通常版とは異なり、収録されているステージが1つになっている。
制限時間は3分、爆弾2個、ファイアー2個、ローラーシューズ3個、ハート2個を装備した状態でスタートする。

### XBAND版のアイテム
アイテムの効果は上記の通常版のアイテムを参照。
- 爆弾（バトル/マスター）
- ファイアー（バトル/マスター）
- ローラーシューズ（バトル/マスター）
- ボムキック（バトル/マスター）
- パワーグローブ（バトル）
- ビー玉ボム（バトル）
- ラインボム（バトル）
- タマゴ（バトル）
- パワーボム（バトル）
- 地雷（バトル）
- 合体（バトル）
- ドクロ（バトル）
- ハート（マスター）
- リンゴ（マスター）
- ソフトクリーム（マスター）

## 関連書籍
- サターンボンバーマン ハドソン公式ガイドブック
  - 1996年、小学館発行、ISBN 4-09-102543-9
- ボンバーマン爆裂大図鑑
  - 1996年、講談社（コミックボンボンスペシャル）、ISBN 4-06-103303-4